# 皮奥伊州新库拉尔
皮奥伊州新库拉尔（葡萄牙語：Curral Novo do Piauí）是巴西皮奥伊州的一个市镇。总面积765.534平方公里，总人口4685人，人口密度6.1人/平方公里。